# Толедо (провинция)
Толедо (исп. Toledo) — провинция в центре Испании, в составе автономного сообщества Кастилия-Ла-Манча. Административный центр — Толедо.

## География
Территория — 15 370 км² (8-е место среди провинций страны).

## Демография
Население — 598 тыс. (25-е место; данные 2005 г.).

## Административное устройство
- Аламеда-де-ла-Сагра (Alameda de la Sagra)
- Алколеа-де-Тахо (Alcolea de Tajo)
- Талавера де-ла-Рейна (Talavera de la Reina)
- Толедо (Toledo)
- Оропеса (Oropesa)